# فهرست مدعیان مهدویت
در اعتقادات مسلمانان، مهدی موعود شخصیتی نجات‌بخش است که تا قبل از قیامت ظهور خواهد کرد و جهان را از ستم و بی‌داد رهایی می‌بخشد.
در طول تاریخ اسلام بارها افرادی ظهور کرده و ادعا کرده‌اند که مهدی موعود هستند. این موارد در سراسر دنیای اسلام -در جنوب آسیا، آفریقا و خاورمیانه - اتفاق افتاده است. حتی بسیاری از این مدعیان، برای خود حکومت‌هایی تشکیل داده‌اند (مانند «مهدیه» که در اواخر قرن نوزدهم توسط محمد احمد المهدی در سودان تأسیس شد) و نیز مذاهب و فرقی بنیان گذاشتند (مانند بابیه و جنبش احمدیه).
یکی از مهم‌ترین رویدادهای اخیر در ارتباط با مدعیان مهدویت، واقعهٔ تصرف مسجدالحرام در سال ۱۹۷۹ بود، که توسط حداقل دویست نیروی مسلح تحت فرماندهی جهیمان العتیبی انجام شد، که هدف از این کار دعوت برای بیعت با محمد عبدالله القحطانی بود که ادعای مهدویت کرده بود.
تعدادی از معروف‌ترین مدعیان مهدویت یا کسانی که توسط دیگران مهدی انگاشته شده‌اند به ترتیب زمانی:

## قرن یکم
- محمد حنفیه

## قرن دوم
- صالح بن طریف (۱۷۵ هـ / ۷۹۱ م)
- محمد بن عبدالله نفس زکیه
- ابوالعباس سفاح
- عبدالله بن معاویه
- ابومسلم خراسانی
- المقنع

## قرن سوم
- محمد بن قاسم بن علی
- محمد بن الهادی
- حجت بن الحسن
- عبدالله مهدی
- ابومحمد شریعی
- محمد بن نصیر نمیری

## قرن چهارم
- حاکم بأمرالله

## قرن ششم
- ابن تومرت (۴۸۵–۵۲۴ ه‍ / ۱۰۹۲–۱۱۳۰ م)
- ابوعبدالله مغربی

## قرن هفتم
- عباس الریفی
- محمد قرمانی

## قرن هشتم
- الرجل الجبلی
- توزری
- الرجل الطرابلسی

## قرن نهم
- سید محمد مشعشع
- الشیخ شمس الدین محمد الفریانی بن احمد المغربی
- شیخ عبدالقدیر بخارایی
- میرزا بخلی
- ملا عرشی کاشانی

## قرن دهم
- محمد جونپوری (۸۴۷–۹۱۰ هـ / ۱۴۴۳–۱۵۰۵ م)
- سید محمد نوربخش خراسانی
- سید محمد مشهدی
- موسی کردی
- ابو الکرم دارانی
- شیخ علایی
- الشیخ المغربی
- الرجل المصری

## قرن یازدهم
- احمد بن عبدالله محلی (۹۶۷–۱۰۲۲ ه‍ـ / ۱۵۶۰–۱۶۱۳ م)
- عبدالله عجفی

## قرن دوازدهم
- بنگالی هندی
- محمد بن احمد سودانی
- شیخ سعید یمانی

## قرن سیزدهم
- سید علی‌محمد باب (۱۲۳۵–۱۲۶۶ ه‍ / ۱۸۱۹–۱۸۵۰ م)
- تیمور از ایل گوران قلعه زنجیری به سال ۱۲۶۸ قمری[۶]
- درویش امین‌السلطان[۷]
- میرزا غلام احمد قادیانی (۱۲۵۰–۱۳۲۶ هـ)
- محمد احمد المهدی (۱۲۵۹–۱۳۰۲ هـ / ۱۸۴۳–۱۸۸۵ م)
- میرزا طاهر
- شیخ مهدی قزوینی
- سید محمد گجراتی هندی
- سید ولی‌الله اصفهانی
- میرزا حسن همدانی
- سید موسوی
- سید محمدهمدانی
- میرزا مشتاق علی شیرازی
- با یزید ترکمانی
- یوسف خواجه
- محمد امزیان (فوت ۱۸۷۹) در شمال آفریقا[۸]
- محمت (فوت ۱۹۳۰) در ترکیه[۸]
- احمد بارِلوی (فوت ۱۸۳۱) در هند[۸]

## قرن چهاردهم
- میرزا غلام احمد (۱۲۵۰–۱۳۲۶ هـ)
- محمد عبدالله القحطانی (کشته شده ۱۹۷۹) در عربستان سعودی[۸]
- عارفین محمد (زاده ۱۹۴۳ م)
- ریاض احمد گوهر شاهی (۱۹۴۱–۲۰۰۱ م)
- السید محمد بن علی بن احمد الادریسی
- سید علی شاه هندی
- هاشم شاه نور بخش
- مستر جیکاک
- سید غضنفر وزیری
- اکبر صنعتی

## قرن پانزدهم
- ضیاء عبدالزهره کاظم یا «سامر ابوقمر» رهبر جندالسماء (۱۹۷۰–۲۰۰۷ م)
- احمد الحسن یمنی (زادهٔ ۱۹۶۸ م)